# تيشا بينيتشيرو
تيشا بينيتشيرو (بالبرتغالية: Ticha Penicheiro‏) مواليد 18 سبتمبر 1974 في فيغيرا دا فوز، البرتغال، هي لاعبة كرة سلة برتغالية سابقة بدأت مسيرتها الاحترافية في سنة 1998. تم اختيارها من قبل فريق ساكرامنتو موناركس خلال الدرافت. اعتزلت اللعب في 2012. فازت بلقب دوري المحترفات.

## روابط خارجية
- تيشا بينيتشيرو على موقع الاتحاد الدولي لكرة السلة (الإنجليزية)
- تيشا بينيتشيرو على موقع الاتحاد الوطني لكرة السلة النسائية (الإنجليزية)
- تيشا بينيتشيرو على موقع كرة السلة الأوروبية.كوم (الإنجليزية)
- تيشا بينيتشيرو على موقع كلية كرة السلة في سبورتس رفرنس.كوم (الإنجليزية)
- تيشا بينيتشيرو على موقع بروبوليرز (الإنجليزية)
- تيشا بينيتشيرو على موقع قاعة مشاهير كرة السلة للسيدات (الإنجليزية)
- تيشا بينيتشيرو على موقع سبورتس رفرنس (الإنجليزية)
- تيشا بينيتشيرو على موقع قاعة فرجينيا للمشاهير الرياضية (الإنجليزية)